# LG Optimus Vu
De LG Optimus Vu of LG Intuition VS950 is een Android-phablet van het bedrijf LG Electronics. Het Zuid-Koreaanse Conglomeraat introduceerde de mini-tablet op 19 februari op het Mobile World Congress in Barcelona. Het toestel moet LG weer terug aan de top brengen. Inmiddels heeft het bedrijf de opvolger ervan geïntroduceerd, de LG Optimus Vu II.
De Optimus Vu heeft een aanraakscherm met een diagonaal van 5 inch met een beeldverhouding van 4:3. Daarmee is het toestel, vergeleken met andere smartphones, ontzettend breed. LG heeft de Vu een eigen interface gegeven waarin op wit de nadruk ligt: de instellingen, het hoofdmenu en de notificatiebalk zijn allemaal in het wit. Ook bevat de Optimus Vu een stylus, een feature vergelijkbaar met de Samsung Galaxy Note. Het toestel is verkrijgbaar in het wit en in het zwart. De LG Optimus Vu komt niet in Nederland uit.